# Ortalide du Chaco
Ortalis canicollis
Espèce
Statut de conservation UICN

 LC  : Préoccupation mineure
L'Ortalide du Chaco (Ortalis canicollis) est un oiseau appartenant à la famille des Cracidae.

## Description
Cette espèce mesure environ 50 cm et pèse entre 500 et 600 g. Elle est de couleur marron avec la tête et le cou gris.

## Comportement
À l'aube et durant la matinée, les Ortalides du Chaco chantent bruyamment, en couple, parfois accompagnés d'autres membres du groupe.
Ils vivent dans les forêts et à la marge des cours d'eau et descendent à terre pour fouiller les rives.

## Alimentation
Leur nourriture est composée de fruits, de feuilles, de fleurs et de bourgeons, mais aussi d'insectes et de chenilles.

## Nidification
Le nid, fait de brindilles et de feuilles est placé sur de petits arbres mais peut être aussi rencontré au sol.
La ponte compte trois à quatre œufs.

## Liste des sous-espèces
Selon la classification de référence du Congrès ornithologique international (version 15.1, 2025) :
- Ortalis canicollis canicollis (Wagler, 1830) — est de la Bolivie, ouest du Paraguay et nord de l'Argentine ;
- Ortalis canicollis pantanalensis Cherrie & Reichenberger, 1921 — est du Paraguay et nord-ouest du Brésil.